# Liriomyza spencerella
Liriomyza spencerella este o specie de muște din genul Liriomyza, familia Agromyzidae, descrisă de Valladares în anul 1985. Conform Catalogue of Life specia Liriomyza spencerella nu are subspecii cunoscute.